# 李国勇 (1966年)
李国勇（1966年9月—），男，汉族，河北新城人，中华人民共和国政治人物。毕业于河北工学院。现任中共廊坊市委书记。

## 生平
1988年，李氏毕业于河北工学院，随即进入秦皇岛市煤气公司工作，后来从政，历任中共昌黎县委书记、秦皇岛市委秘书长、保定市人民政府常务副市长等职务。2021年出任衡水市委副书记。2022年任廊坊市委副书记、市政府党组书记。2022年8月任廊坊市代市长，2022年9月当选廊坊市人民政府市长。2023年7月23日，出任中共廊坊市委书记。